# Agustí Claramunt Martínez
Agustí Claramunt i Martínez (Barcelona, 2 de maig de 1846-1905) va ser un escultor format a Barcelona. Va fer carrera a Catalunya, Espanya i Europa.
Va participar en diverses ocasions a l'Exposició Nacional de Belles Arts a Madrid. La Biblioteca Museu Víctor Balaguer conserva obra seva. També hi havia obra seva a l'antic Palau de les Belles Arts.

## Infantesa
El dia 2 de maig de 1846, al 3r pis del carrer Hospital número 96 de Barcelona nasqué Agustín Eduardo Pedro Martir Claramunt Martínez, fill de Josep Claramunt, teixidor, i de Gertrudis Martínez, ambdós de Barcelona. L'avi patern, Esteve Claramunt, era originari de Sant Feliu de Llobregat, i l'àvia, Manuela Juez, d'El Prat de Llobregat. Per la banda materna, Bonaventura Martínez i Teresa Terrés eren de Barcelona.
Augustí va ser batejat a la catedral de Barcelona l'endemà del seu naixement, el 3 de maig de 1846.

## Joventut
Els anys 1860-1861 i 1861-1862, Agustí Claramunt, amb 14 anys, es matricula a l'Escola de Belles Arts de Barcelona, Llotja, i entre els cursos que realitza hi ha "Geometria del dibuixant" i "Aplicació de la geometria al dibuix en general" i “Enseñanza de Dibujo de aplicación. Adorno”. I l'any 1866 i fins a finals del curs de 1869, Claramunt està matriculat als cursos d' “Enseñanza profesional de Pintura, Escultura y Grabado”, format per les assignatures de figura, anatomia, etc.
Va treballar als tallers dels escultors Rossend Novas, Roig, al dels germans Vallmitjana i al de Joan Samsó Lengly, on també devia coincidir amb el cosí germà d'aquests, tot i que els cognoms materns no coincideixen del tot, Victorià Codina Lánglin (Barcelona, 2 de febrer de 1844 - Londres, 1911), el qual amb els anys es convertiria amb el seu cunyat, ja que Agustí es casaria amb Teresa Codina Lánglin.

## Exposició Regional de Vilanova i la Geltrú
Un any més tard, a l'Exposició Regional de Vilanova i la Geltrú de 1882, Agustí Claramunt va presentar una escultura que representava un Àrab amb la qual va aconseguir una menció honorífica, juntament amb altres artistes entre els quals destaquen figures com Gabriel Suñol, Eduard Alentorn, Enric Clarassó, Josep Maria Tamburini o Francesc Torrescassana.
A La Vanguardia del 20 d'octubre de 1883 es pot llegir:
«Entre los objetos de arte que durante la presente semana han estado expuestos en casa Parés, ha llamado con justicia la atención una magnífica estatua de mármol “La Soledad”. obra del joven y aventajado escultor don Agustín Claramunt.
Esta obra, que se recomienda por la pureza de sus líneas, la esbeltez de su contorno y la belleza de la expresión, mide unos ocho palmos de alto y está destinada al suntuoso panteón de mármol de Carrara, de etilo bizantino que bajo la dirección del expresado artista está levantando en el cementerio de San Feliu de Guixols doña Antonia Huguet, viuda de Mas.
Felicitamos al señor Claramunt, que en esta obra ha demostrado poseer verdaderas dotes de artista; y confiamos que ella no será la última que de si cincel podremos admirar»

## Exposició Nacional de Belles Arts de Madrid
El reconeixement li va arribant i l'any 1884 presenta una obra a l'Exposició Nacional de Belles Arts de Madrid, que li servirà per consolidar el seu èxit. A La Vanguardia del dia 1 de maig de 1884 es publica la següent nota:
«El joven escultor don Agustín Claramunt se encuentra actualmente en la corte con objeto de presentar en la Exposición Nacional de Bellas Artes la obra que con este objeto a terminado y titula “Ismael en el desierto”. Dada la perentoriedad del tiempo de que podía disponer, el señor Claramunt se ha visto imposibilitado de exponer en el establecimiento Parés, como se había propuesto, su última obra de la que nos han hecho los mayores elogios personas inteligente que han tenido ocasión de examinarla en el taller de este modesto artista, quien no dudamos ocupará un lugar distinguido en la Exposición Nacional figurando dignamente al lado de nuestros primeros escultores».
I a la mateixa La Vanguardia del 14 d'agost de 1884: 
«El distinguido escultor don Agustín Claramunt, que acaba de recibir la magnífica estatua Ismael en el desierto, que tanto llamó la atención en la última Exposición Nacional de Bellas Arte, la ha expuesto en su taller (Diputación, 232, izquierda del Ensanche), con cuyo motivo éste se ve visitado por gran número de aficionados a las Bellas Artes.»
L'escultura va ser publicada a la portada de La Ilustración hispano americana el 18 de gener de 1891, gairebé set anys després de ser presentada, coincidint amb la seva adquisició per la Biblioteca Museu Víctor Balaguer. La peça va datada l'any 1890, fet que ens fa pensar que es tracta de la copia en terracota del guix de 1884.
Aquesta obra va agradar a la crítica ja que Claramunt va demostrar la seva modernitat en la manera de tractar aquesta temàtica ja triada per altres escultors com l'alemany M. Klein l'any 1878, obra publicada a La Ilustracion Artística del 6 d'agost de 1888.

## Altres obres i esdeveniments
El 30 de març de 1885, els escultors de Barcelona van dirigir una carta a l'Alcalde de la ciutat i president del jurat dels motlles per a la realització de la imatge de la Mare de Déu de la Mercè, on se li demanava, entre altres coses, ampliar el temps per presentar els projectes. La carta, que va ser publicada a La Vanguardia del dia 12 d'abril, anava firmada pels grans noms de l'escultura catalana del moment: Andreu Aleu, Manel Fuxà, Pere Carbonell, Rossend Nobas, Gramot, Ryenés, Josep Llimona, Enric Clarassó, Carcassó, Atché, Eduard Alentorn, Chiloni, Francesc Font, Miquel Ramon, Pau Carbonell, i el propi Agustí Claramunt.
L'any 1886, Claramunt va rebre l'encàrrec de realitzar la figura que decora el panteó de l'«americano» vilanoví Andreu Milà i Mestre al cementiri de Vilanova i la Geltrú. Sobre aquest projecte hi ha una notícia a La Vanguardia del 30 de desembre 1886:
“El distinguido escultor de esta capital don Agustín Claramunt ha terminado, con destino al panteón de una conocida familia de Villanueva y la Geltrú, un Angel invitado a la oración, esculpido en mármol de Carrara, verdadera obra de arte, tanto por la expresión de la figura como por la delicadeza de sus líneas, de manera que no dudamos llamará la atención de cuantas personas visiten el cementerio de aquella industriosa villa”.
I també a La Vanguardia del dia 16 de desembre de 1887 es publica la següent notícia: 
“Por encargo de una conocida persona de Puerto-Rico, y con destino a una de las iglesias de la pequeña antilla, el laureado escultor don Agustín Claramunt ha labrado en madera la imagen de San Blas, obispo que floreció en el siglo IV, la cual ayer se hallaba expuesta, rodeada de magníficos tapices, entre los que resaltaba, en el establecimiento del señor Pradell, de la calle de Jaime I.
El señor Claramunt, identificándose en el carácter a San Blas atribuyen sus biógrafos, ha sabido imprimir en su obra las condiciones que a dicho santo adornaban, y le ha representado joven de unos 37 años, dando con majestuosa gravedad y dulzura la bendición a los fieles. Esto, unido a la riqueza, propiedad y perfección de los pliegues de los ornamentos que viste, demostrando un acabado estudio de la indumentaria de la época, hacen de la imagen que nos ocupa una verdadera obra de arte que, como nosotros, no dudamos sabrán apreciar los fieles puertorriqueños a cuyo culto está destinada y por la que enviamos nuestros sinceres plácemes al señor Claramunt, de quien esperamos ver otras manifestaciones de su talento artístico”.
La notícia també es publica a La Publicidad del 17 de desembre de 1887:
«En el establecimiento de objetos de arte que el señor Pradell posee en la calle de Jaime I, está expuesta la imagen de San Blas, tallada en madera, última obra del reputado escultor don Agustín Claramunt, que mañana de ser embarcada para Puerto-Rico, a una de cuyas iglesias va destinada. Dicha obra de arte llama la atención por la propiedad de las vestiduras, la riqueza de detalles de los ornamentos episcopales, y la acabada ejecución».
Al Diccionario biográfico y bibliográfico de escritores y artistas catalanes del siglo XIX, obra d'Antoni Elias i de Molins publicada a Barcelona l'any 1889, es diu que Claramunt havia esculpit en fusta una Verge de la Candelària destinada també a Puerto Rico, així com l'estudi d'un Crucifix mor.
Les imatges de la Verge de la Candelera i de Sant Blai eren molt venerades a molts pobles de Puerto Rico. En ciutats com Mayagüez, les festes patronals se celebren conjuntament el dia de la Verge de la Candelera, el 2 de febrer i el de Sant Blai el dia 3 de febrer.
I Elias i de Molins acaba l'apunt bibliogràfic amb la informació que l'any 1887 Claramunt va ser nomenat, per la Junta de la Casa de la Caritat de Barcelona, professor de dibuix d'aquell orfenat.

## Exposició Internacional de Barcelona
L'any 1888 l'escultor va presentar a l'Exposició Internacional de Barcelona l'escultura Obres de Misericòrdia, dedicada a S. M. la Reina Regent, una obra que va ser reproduïda en diversos diaris com a La Ilustración del 23 de desembre de 1888 o a la portada de La Ilustración Católica, publicada a Madrid el 25 de juny de 1889.
En un document del mes d'abril de 1890 on es detallen peces pictòriques i escultòriques procedents de l'apartat d'objectes cedits pels expositors i algunes obres dipositades al Pavelló Reial que no disposaven d'antecedents oficials, entren a formar part del fons dels museus les obres existents a la Secció d'Escultura, de Pintura i al Saló de Concerts. Entre les escultures hi trobem la peça Obres de Misericòrdia, grup en guix d'Agustí Claramunt, així com altres guixos de Ramon Clausolles, Rosselló, Casañes, o les obres Un lleó d'Agapit Vallmitjana Abarca, o La Bellesa dominant la Força, de Venanci Vallmitjana. 
En una de les cartes enviades pel l'escriptor i advocat Manuel Creus i Esther (1856-1944) al seu amic Víctor Balaguer (1824-1901) l'any 1890 es llegeix:
“Es verdaderamente maravilloso el resultado que nos está dando mi visita a los talleres de los pintores y escultores, gracias principalmente a Garcia Llansó critico de La Ilustración (..) Me han ofrecido cuadros de Ribera, Baixeras, Barrau, Galofre, Pellicer, Mas i Fondevila (…..) y estatuas Vallmitjana, Campeny, Pagès, Sala, Llimona, Foxà, Claramunt y muchos otros…..”.
Unes “ofertes” artístiques que van tenir el seu resultat. A La Vanguardia del 21 de novembre de 1890 es publicaven diverses notícies o notes relacionades amb Vilanova i la Geltrú, i entre aquestes una que fa referència a n'Agustí Claramunt:
“Otro barro artístico ja pasado a enriquecer la colección que de ellos posee nuestra “Biblioteca Museo Balaguer (…). Se titula dicho barro “Ismael en el desierto” y representa a un niño, casi echado, de manos al suelo, con la cabeza levantada, en ademán de pedir con sus miradas algo que he convien y no halla cerca de él. En aquel rostro de ángel se adivina la angualle que le aflige, lo que equivale a decir que su autor don Agustín Claramunt, ha sabido dar a su obra la expresión y el sentimiento que el verdadero artista sabe infundir a sus obras”.
Gràcies al complet article “Una visita al Museo-Biblioteca Balaguer” que publica el crític d'art Antoni García Llansó a La Vanguardia el dia 30 de juny de 1892, sabem que l'escultura de Claramunt estava exposada al públic juntament amb altres peces d'artistes destacats: 
“Artísticamente colocadas en los ángulos del salón o sobre ricos bufetillos y arquillas o bien sirviéndoles de pedestal marmóreas columnas, decóranlo varias estatuas, bustos y graciosas figuras obras de los hermanos Vallmitjana, Suñol, Campeny, Clarassó, Tasso, Atché, Carbonell, Fuxà, Claramunt, Sanmartí, Pagés, Codina, etc..”

## Exposició Municipal de Belles Arts i Indústries Artístiques
L'any 1891, Claramunt, que ja consta que resideix al carrer de la Cadena 51, casa dels Codina Lánglin, presenta a l'Exposició Municipal de Belles Arts i Indústries Artístiques, que va tenir lloc al Palau de Belles Arts de Barcelona, dues obres:
- Amb el número 944 el guix Ismael en el Desierto, escultura de 0,80 metres d'alt i 1,40 d'ample, que tenia un preu de 1.000 pessetes. Es tracta d'una còpia de la terracota que ja formava part de la col·lecció de la Biblioteca-Museu Balaguer. L' obra va rebre un premi en forma de diploma honorífic.

- L'altra escultura presentada, una terracota que tenia el número 945, representava un Àrab. Mesurava 0,60 metres d'alt i 0,40 d'ample i tenia un preu de 300 pessetes. Podria ser l'escultura que ja havia presentat a l'Exposició Regional de Vilanova i la Geltrú de 1882 i amb la qual havia obtingut una menció honorífica.

En aquesta mateixa mostra hi ha una obra de Victorià Codina Lànglin, un retrat en bronze de Jaume Codina, que no estava a la venda. Com en aquells anys Victorià ja vivia a Londres, la direcció que dona a Barcelona és la de la farmàcia del seu germà Ramon, al carrer de Sant Pau 70.
Les obres de Claramunt es tornem a trobar a les exposició barcelonines de 1892 i 1894, i l'any 1895 presenta a l'Exposició Nacional de Madrid l'obra El fraile dominico tocando el violoncello, amb la qual va obtenir una menció honorífica.

## Exposició de Belles Arts de Madrid
L'any 1899 Claramunt es presenta a l'exposició de Bellas Artes de Madrid, dins de la secció d' “escultura y grabado en hueco”, amb l'obra de guix Abel. En el catàleg d'aquesta mostra es presenta a Claramunt com a “natural de Barcelona, discípulo de D. Juan Samsó, premiado con mención honorífica en la Exposición general de 1895”. A La Vanguardia del 23 d'abril de 1899 es publica una petita nota sobre la mostra: 
“En la Exposición de Madrid de este años figuran numerosos artistas y entre ellos varios pintores catalanes, como don Santiago Rusiñol y distinguidos escultores de la propia región, como los señores Claramunt, Morales, etc.”
A La Publicidad el 29 de maig de 1904 es diu que Agustí Claramunt va guanyar el 25è premi de l'Economia, per l'obra Gloria al Arte, per la que va rebre 400 pessetes.
Agustí Claramunt Martínez va morir el dia 24 de gener de 1905 al 3r 1a del carrer de la Cadena 51 de Barcelona, edifici propietat de la família política. 
A La Hormiga de Oro del 5 de maig de 1905 es va tornar a reproduir la imatge de la seva reconeguda escultura Obres de Misericòrdia, que va ser presentada l'any 1888 a l'Exposició Internacional de Barcelona.
A la sessió del 23 de gener de 1909, coincidint amb els quatre anys de la mort d'Agustí Claramunt, la Junta de Museus de Barcelona pren la decisió de no acceptar la donació de l'estàtua "Abel mort", segons el llibre La política d'adquisicions de la Junta de Museus, 1890-1923, de Maria Josep Boronat, publicat l'any 1999: 
“Una oferta de donació que no es va arribar a fer efectiva és la de la vídua de l'escultor Agustí Claramunt; havent manifestat el desig que figuri al Museu de Belles Arts l'estàtua de guix de l'escultor, que representa a “Abel mort”, la junta acorda agrair l'oferiment, però no accedeix al seu desig. Manifesta a la donant que, havent de procedir pròximament a la revisió i selecció de les obres que definitivament han de figurar en les diverses seccions del Museu d'Art Modern, quan estiguin acabats els locals on s'han d'instal·lar, no li era possible acceptar en aquell moment la donació. La donació, efectivament, no es va portar a terme, ja que no consta en el Llibre d'Inventari de 1916, com a ingrés. Tampoc no figura en el fons actual del Museu”.